# La Selve (Aveyron)
La Selve – miejscowość i gmina we Francji, w regionie Oksytania, w departamencie Aveyron. W 2013 roku jej populacja wynosiła 657 mieszkańców. 